# Conquista sasánida de Egipto
La conquista sasánida de Egipto tuvo lugar entre el 618 y el 621, cuando los ejércitos sasánidas, tras vencer a las fuerzas bizantinas de la diócesis de Egipto, se apoderaron de la región. La conquista de la capital de la provincia, Alejandría, supuso el primer y principal paso de la conquista de esta rica provincia; el proceso de ocupación concluyó dos años después. La ocupación sasánida concluyó en el 629, cuando las fuerzas de su gobernador abandonaron Egipto.

## Antecedentes
El emperador persa Cosroes II había aprovechado las disensiones intestinas del Imperio bizantino surgidas tras el derrocamiento del emperador Mauricio a manos de Focas para atacar las provincias romanas de Oriente. Para el 615, los persas habían expulsado a los romanos de la Mesopotamia septentrional, de Siria y Palestina. En el 614, se adueñaron de Jerusalén. Decidido a acabar con el dominio romano en Asia, Cosroes centró entonces su atención en Egipto, el granero del imperio enemigo.

## Conquista de Egipto
La invasión persa de Egipto comenzó en el 617 o el 618, aunque apenas se sabe nada de la campaña en la provincia, debido a que la invasión la aisló del resto del imperio. Tras penetrar por la costa, el ejército invasor se apoderó de Pelusio y siguió por el límite del delta del Nilo hasta la fortaleza de Babilonia, que no detuvo su marcha. Desde allí los persas prosiguieron hacia el noroeste, siguiendo aún el borde del delta, hacia la capital provincial. El ejército persa se dirigió a Alejandría; defendía la ciudad Nicetas, primo del emperador Heraclio y gobernador, que no pudo impedir la caída de la ciudad. Tanto Nicetas como el patriarca, Juan el Limosnero la abandonaron y se refugiaron en Chipre. Según la Crónica de Juzistán, los sasánidas se apoderaron de Alejandría merced a la traición de un tal Pedro, en junio del 619. En todo caso, la ciudad resistió hasta el 619 y fue el único punto donde los invasores encontraron seria resistencia a la conquista.
Tras la toma de la ciudad, los persas se adueñaron del resto de la provincia, extendiendo su autoridad hacia el sur a lo largo del Nilo. Tuvieron que aplastar la resistencia de algunos focos aislados, pero en el 621 dominaban por completo Egipto.

## Consecuencias
La administración sasánida del territorio duró once años y dependió del general Shahrbaraz, que se instaló en Alejandría. Las victorias del emperador Heraclio sobre el sah Cosroes hicieron que este ordenase a Shahrbaraz evacuar la provincia, a lo que el general se negó. Heraclio, con el fin de sembrar cizaña entre los persas y recuperar Egipto, se ofreció a ayudar a Shahrbaraz a obtener el trono sasánida. Este se avino a ello y el 629, comenzó a abandonar la provincia.